# Ganador de peso

publicidad de 1895

Los ganadores de peso (también llamados "weight gainers" o "mass gainers" según su nombre en inglés) son suplementos culturistas con una composición nutricional que ayudan a ganar peso, especialmente en aumento de masa muscular.

## Composición

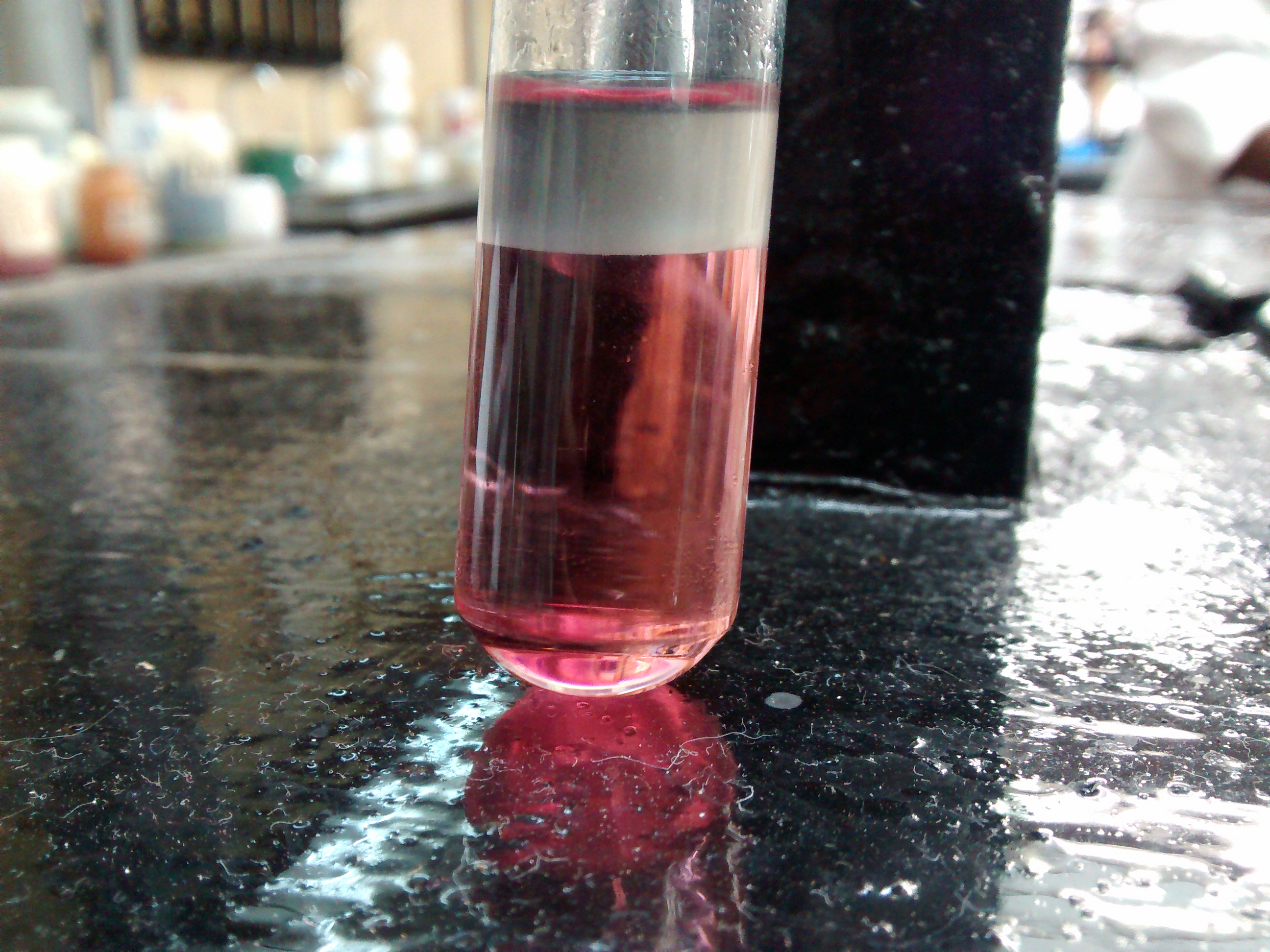

Un ganador de peso (también conocido como ganador de masa muscular) no debe confundirse con la proteína de suero de leche (también llamada "whey protein" según su nombre en inglés), ya que su fórmula de alto contenido calórico contiene hidratos de carbono complejos, proteínas y grasas. En general disponen de mayores porcentajes en hidratos de carbono (70%) y menores porcentajes de proteínas (15-20%) y de grasas (menor al 15) y, además, en menor proporción también contiene vitaminas, minerales, oligoelementos y creatina. Como son formulados con ingredientes naturales como proteínas de leche deshidratada y carbohidratos del maíz o de trigo, los ganadores de peso siguen siendo un suplemento dietético   natural y no un producto de dopaje como se suele pensar.

## Presentación comercial
En el mercado se pueden encontrar presentaciones con diferentes porcentajes de carbohidratos y proteínas, como por ejemplo:
- 80/20%
- 70/30%
- 60/40%
- 50/50%

La presentación más común es como suplemento en polvo soluble para preparar batidos o licuados que se ingieren, ya sea, una o varias veces al día, aunque también existen pastillas –con menor valor energético. La cantidad de polvo se ajusta a las necesidades nutricionales de cada deportista y a sus objetivos de entrenamiento. Los ganadores de peso aportan entre 400 y 1000 calorías, dependiendo del modo en la que sea consumido diariamente.

## Usos
Los suplementos ganadores de peso solo se recomiendan para personas con dificultades para ganar peso, a pesar de tener una buena alimentación, y para los atletas que entrenan durante largos periodos de tiempo al utilizarlos como fuente extra de energía. Lo más adecuado antes de usar este tipo de suplementos es consultar a un nutricionista para que indique la dosis o cantidad más conveniente para cada individuo, considerando su condición física y estado de salud y, sobre todo, los objetivos establecidos en el plan de entrenamiento.

## Consumo
Los ganadores de peso se consumen en forma de merienda, ya sea mezclado con agua o leche, este puede suplir a alguna de las comidas del día.
Este también puede consumirse en antes de cada entrenamiento ya que servirá para la recuperación de energía muscular perdida durante la elaboración de ejercicio de una manera más eficiente. 
Otra opción para el consumo es dividirlo en pequeñas porciones durante el día, lo más recomendable es de 2 a 3 raciones, el único inconveniente que surge con esta forma de consumo es que no deben de ingerir alimentos en  una hora ya que de realizarlo provocara un efecto contradictorio.

## Efectividad
En 1998 investigadores de la Universidad de Memphis hicieron una prueba con dos ganadores de peso de diferente marca. Fue un estudio muy bien diseñado y controlado. Los investigadores descubrieron que ambos promovieron una ganancia de masa muscular cuando se usa en combinación con un programa de estimulación muscular. A pesar de los resultados es necesaria la realización de más estudios sobre suplementos ganadores de peso y sobre los ingredientes individuales que contienen para confirmar los resultados.

## Riesgos y contradicciones
Entre las diferentes contradicciones que hay por el uso de los ganadores de peso se enlistan las siguientes:
1. Azúcares: Como se explicó anteriormente los ganadores de peso están elaborados a partir de diferentes ingredientes naturales, pero también contienen grandes cantidades de azúcar la cual puede resultar dañinos para atletas que presente problemas relacionados con la diabetes, descontrol glucémico y afectaciones cardíacas.
2. Acumulación de grasa: El abuso de estos ocasiona que se produzca grasa en niveles elevados, la cual se va directamente al torrente sanguíneo, lo cual conlleva a originar problemas de salud graves.
3. Cansancio, deshidratación, falta de apetito y calambres.
4. Utilizar ganadores con colágeno, pueden producir indigestión debido a su bajo valor nutrimental

## Recomendaciones
Al momento de consumir un ganador de peso se puede ganar  más corporal extra, debido a la cantidad de ingesta caloríca que se tiene con cada dosis, es por eso que es recomendable combinarlo con una alimentación balanceada y un programa de ejercicios en el cual se quemen la cantidad de calorías extra para obtener una figura tonificada. Es recomendable también acercarse con expertos en nutrición los cuales indicaran  el ganador de peso adecuado para el organismo.